# Peel Sessions (EP The Smashing Pumpkins)
Peel Sessions to EPka grupy The Smashing Pumpkins, wydana w czerwcu 1992 przez Hut Recordings. W jej skład wchodzą piosenki nagrane 8 września 1991 w programie Johna Peela w stacji BBC Radio 1.

## Lista utworów
1. "Siva" – 4:53
2. "Girl Named Sandoz" – 3:38
3. "Smiley" – 3:31

## Twórcy
- Billy Corgan - wokal, gitara
- James Iha - gitara
- D'arcy Wretzky - gitara basowa
- Jimmy Chamberlin - perkusja